# Міклош Габор
Міклош Габор (Ґабор, угор. Gábor Miklós; 7 квітня 1919, Залаеґерсеґ, Угорщина — 2 липня 1998, Будапешт, Угорщина) — угорський актор театру і кіно, лауреат премії Кошута.

## Біографія
Габор народився 7 квітня 1919 в місті Залаеґерсеґ на заході Угорщини.
У роки Другої світової війни був учасником Руху Опору. З 1945 працював в Угорському національному театрі в Будапешті.
Дружина — актриса Єва Рутткаї.

## Творчість

### Ролі в театрі

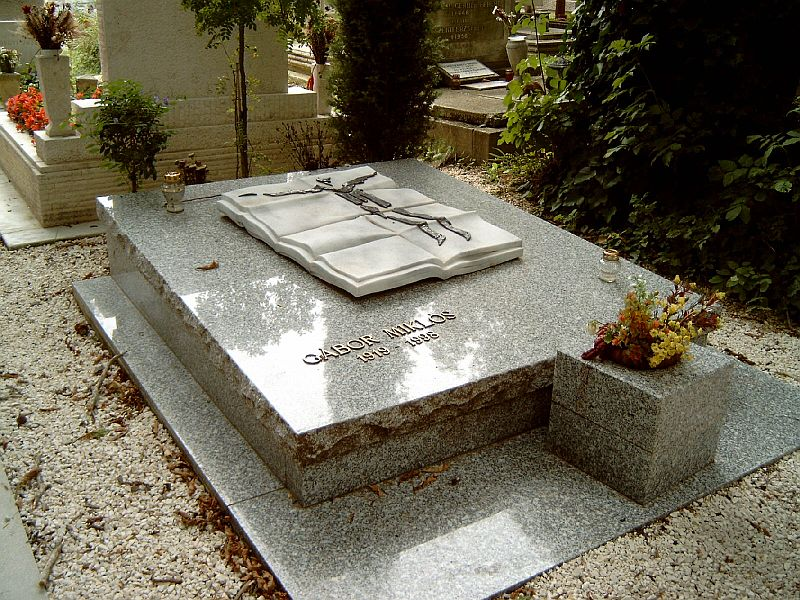
Могила Міклоша Габор на кладовищі Фаркашреті в Будапешті

- «Підступність і любов» Шиллера — Фердинанд
- «Прибуткове місце» О. М. Островського — Жадов
- «Єгор Буличов та інші» М. Горького — Яків Лаптєв
- «Молода гвардія» — Олег Кошовий
- «Будинки вдівця» Бернард Шоу — Тренч
- «Ревізор» М. В. Гоголя — Хлєстаков

## Вибрана фільмографія
- 1941: «Європа не відповідає» (Ґеза фон Радвані)
- 1948: «Десь в Європі» (Ґеза фон Радвані)
- 1949: «Мішка-аристократ» (Мартон Келеті)
- 1950: «Дивний шлюб» (Мартон Келеті)
- 1952: «Еркель» (Мартон Келеті)
- 1953: «В одному універмазі»
- 1955: «Палата № 9» (Карой Макк)
- 1958: «Дзвони відправляються в Рим» (Міклош Янчо)
- 1960: «Три зірки» (Міклош Янчо, Золтан Варконі)
- 1961: «Альба Регія»
- 1962: «Остання вечеря» (Золтан Варконі)
- 1964: «Одного разу двадцять років потому» (Мартон Келеті)
- 1964: «Пора мрій» (Іштван Сабо)
- 1966: «Батько» (Іштван Сабо)
- 1968: «Стіни» (Андраш Ковач)
- 1980: «Цирк „Максим“» (Геза фон Радвані, Тамаш Альмаші)
- 1980: «Хто говорить тут про любов?» (Петер Бачо)
- 1982: «Образа» (Петер Бачо)